# James Clapper
James Robert Clapper, Jr. (Fort Wayne, Indiana; 14 de marzo de 1941) es un teniente general retirado de la Fuerza Aérea de los Estados Unidos, que ejerció como el 4.° director de Inteligencia Nacional entre 2010 y 2017. Se desempeñó como director de la Agencia de Inteligencia de Defensa (DIA) desde 1992 hasta 1995. Fue el primer director de Inteligencia de la Defensa de la Oficina del Director de Inteligencia Nacional y, simultáneamente, el Subsecretario de Defensa para Inteligencia. Clapper ha celebrado varios puestos clave de la Comunidad de Inteligencia de Estados Unidos. Se desempeñó como director de la Agencia Nacional Geospatial-Intelligence (NGA) de septiembre de 2001 hasta junio de 2006.
El 5 de junio de 2010, el presidente Barack Obama nominó a Clapper para reemplazar a Dennis C. Blair como director de Inteligencia Nacional de los Estados Unidos. Clapper fue confirmado unánimemente por el Senado para el cargo el 5 de agosto de 2010.
Dos representantes de Estados Unidos acusaron a Clapper de perjurio por decirle a un comité del Congreso en marzo de 2013, que la NSA no recopila ningún tipo de dato alguno sobre millones de estadounidenses. Un senador pidió su dimisión, y un grupo de 26 senadores se quejaron de las respuestas de Clapper bajo cuestionamiento. Observadores de los medios han descrito Clapper como haber mentido bajo juramento, después de haber obstruido la justicia, y de haber dado falso testimonio.